# Juan Bautista Pujol

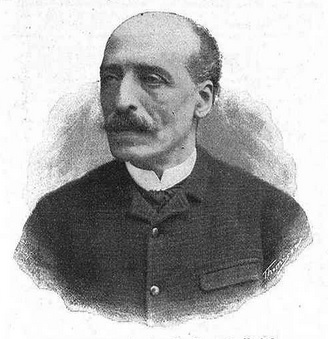
Retrato de Juan Bautista Pujol

Juan Bautista Pujol Riu (Barcelona, 1835-Barcelona, 1898) fue un pianista y pedagogo español.

## Biografía

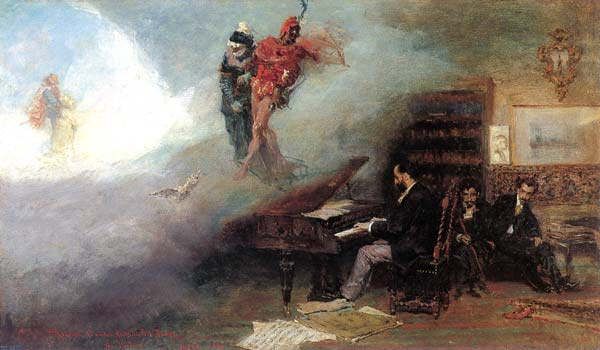
Juan Bautista Pujol tocando el piano, pintado por Mariano Fortuny en Fantasía sobre Fausto (1866).

Nacido el 22 de marzo de 1835 en Barcelona, estudió en el Conservatorio de París con Napoleón Henri Reber. Cuando regresó a Barcelona en 1886 dirigió la enseñanza de piano en la escuela municipal de música. Su maestría fue esencial para la creación de una escuela catalana de pianistas. Entre sus discípulos destacan Isaac Albéniz, Ricardo Viñes Frederic Lliurat y Joaquim Malats. Organizó en la Sala Beethoven la primera temporada de conciertos sinfónicos que se celebró en Barcelona (1881), con la participación de figuras extranjeras. También promovió una temporada de ópera francesa dentro de la cual fue estrenada en Barcelona la ópera Mireille.
En 1888 fundó una editorial de música y formó una colección musical dedicada al culto: Música religiosa, para voz y acompañamiento de órgano o armonio. Dejó también numerosas obras del género de música de salón. Falleció en su ciudad natal el 28 de diciembre de 1898.